# Lasiochira flavaterminata
Lasiochira flavaterminata is een vlinder uit de familie sikkelmotten (Oecophoridae). De wetenschappelijke naam van de soort is voor het eerst geldig gepubliceerd in 2014 door A.H. Yin, Shu-xia Wang & Kyu-Tek Park.

## Type
- holotype: "female, 13.VII.2012, leg. Ying-hui Sun and Ai-hui Yin, genitalia slide No. YAH13039"
- instituut: NKUM, Tianjin, China
- typelocatie: "China, Chongqing, Mt. Simian, 28°36′N, 106°24′E, 1200 m"